# Bala Town FC
A Bala Town FC (walesi nyelven: Clwb Pêl Droed Bala) walesi labdarúgóklub, amely az első osztályban szerepel. Székhelye Bala városában található. Hazai mérkőzéseit a Maes Tegidben rendezi.

## Története

### Kronológiája
- 1880-1897: Bala Town
- 1897-190? Bala Thursday
- 190? -1968 Bala Press Team
- 1968 óta Bala Town F. C.

### Klub történet
Az első említése 1880-ra tehető, ezért ez az időpont tekinthető a klub alapító évének. A 19. század végén a városban két csapat létezett, a Bala North End és a South End, melyek 1897-ben egyesültek Bala Thursday-é. (Azért lett Thursday a neve, mert csütörtökön írták alá az egyesülési nyilatkozatot.) A 20. század végén átnevezték Bala Press Team-nek, ekkoriban vált az egyik legerősebb csapattá Észak-Wales-en, és nyert több amatőr trófeát is. 1921-ben a csapat debütált a walesi National League North Division 2-ben. 1950 óta játszott a Walesi Nemzeti Liga Wrexham területén és 1954 óta a kambriumi Coast League is benevezte. 1963-ban tért vissza a Walesi Nemzeti Liga Wrexham területére, ahol  2004-ig játszott, amikor feljutott a Cymru Alliance-ba. Nincs megbízható információ, hogy mikor lett a klub hivatalos neve Bala Town FC, valószínűleg 1968-ban. Ma a walesi Premier League-ben játszanak.

## Sikerek
Walesi labdarúgó-bajnokság:
1-6. helyezés ( 3 ): 2007,2010, 2011
Walesi labdarúgókupa elődöntős ( 1 ) : 2012

## Csapat szerkezet
A klub jelenlegi edzője Colin Caton. Ő több évet játszott a Bala Town-nál, mint a játékos és ő lett edző 2003-ban. Az asszisztense Steve Crompton. 2011 májusában elítélte a walesi szövetség hat mérkőzésre, ugyanis felfüggesztették őket "kötelességszegés" vágyával.[forrás?] A szezon alatt elkészült az ítéletet, amely a felfüggesztés hatálybalépésének idejét a 2012–2013-as szezont jelölte ki.

## A jelenlegi keret
2012–2013:
| # |     | Poszt | Név             |
| - | --- | ----- | --------------- |
|   | ENG | K     | Terry McCormick |
|   | AUS | K     | Mark Pullman    |
|   | ENG | V     | Michael Byron   |
|   | WAL | V     | Stefan Edwards  |
|   | ENG | V     | John Irving     |
|   | ENG | V     | Stuart Jones    |
|   | ENG | KP    | Peter Doran     |
|   | ENG | KP    | Steve Fisher    |
|   | WAL | KP    | Mark Jones      |
|   | ENG | KP    | Liam Loughlin   |

| # |     | Poszt | Név            |
| - | --- | ----- | -------------- |
|   | ENG | KP    | Steve Morrison |
|   | ENG | KP    | Conall Murtagh |
|   | WAL | KP    | Owain Roberts  |
|   | WAL | KP    | Danny Williams |
|   | WAL | CS    | Stephen Brown  |
|   | WAL | CS    | Stuart Hayes   |
|   | ENG | CS    | Lee Hunt       |
|   | WAL | CS    | Ross Jefferies |
|   | ENG | CS    | Chris Mason    |
|   | WAL | CS    | Mike Sharples  |

## Stadion
A Bala Town Football Club a hazai mérkőzéseit a Maes Tegid-en  játssza a Castle Streeten, Bala városában. Ez 3000 néző befogadására alkalmas, de csak 504 ülőhely található itt. A rekordot 2009. augusztus 10.-én  jegyezték, annak alkalmából, hogy a pályán 938 ülőhely volt. Tágas parkoló a közelben járművek befogadására látogatókat. Az árak: 6 £ a felnőtt és 3,50 £ a gyerek belépő, a mozgássérültek bármikor benézhetnek a hazai csapat mérkőzéseire.